# Les Ragazzi
Les Ragazzi (titre italien : Ragazzi di vita, en français : « garçons de vie ») est un roman de Pier Paolo Pasolini écrit à partir de 1950 et paru pour la première fois en 1955 chez Garzanti. C'est le premier de ses romans à être publié, sachant qu'il a déjà publié des articles et de la poésie. Il avait déjà écrit en 1949-1950 le roman Le Rêve d'une chose, mais ce dernier ne sera publié qu'en 1962.
Les Ragazzi est librement adapté au cinéma par Pier Paolo Pasolini et Jacques-Laurent Bost sous le nom Les Garçons (La notte brava) de Mauro Bolognini en 1959. Pasolini continuera sur le même thème dans son premier film, Accatone, de 1962.

## Résumé
L'histoire se déroule dans la Rome de l'après-guerre. Les personnages sont des adolescents du sous-prolétariat urbain qui vivent au jour le jour d'expédients, en s'arrangeant comme ils peuvent et en cherchant à mettre la main sur n'importe quel type d'objet qui peut être revendu. Leurs seuls loisirs sont des bains dans la saleté du Tibre et les fontaines.
Le roman raconte l'histoire du Frisé, surnom d'un gamin des rues que l'on découvre en 1943 lors de sa première communion et de sa confirmation. Peu après, on voit Le Frisé voler un mendiant aveugle. Dans les années qui suivent, le lecteur voit Le Frisé passer de vol en escroquerie et se prostituer, tandis que ses compagnons sont tués ou meurent. Le Frisé est finalement arrêté et mis en prison après avoir tenté de voler du fer pour acheter à sa fiancée une bague de fiançailles. Une fois relâché, il revient à la vie de la rue.
Pasolini dépeint Le Frisé et ses pareils comme des vagabonds par nature. Ils n'ont pas de projet de vie ni de but et ne s'en soucient pas. Le Frisé est le plus perdu d'entre eux. Pasolini décrit des gens hors de la modernité, seuls restes d'un monde disparu. Ce sont les voleurs, les amoraux, les marginaux, les joueurs : le rebut de la société.

## Le message
L'histoire se déroule dans l'immédiat après-guerre, quand la misère était plus présente que jamais. La famille ne constitue pas un point de référence pour les adolescents, elles sont souvent formées de pères poivrots et violents, de mères soumises et de frères repris de justice. Les écoles sont ramenées à leur dimension de bâtiments et ne sont pas en fonction, mais sont destinées à accueillir les sans-domiciles et les déplacés.
Pasolini souhaitait porter à l'attention du public l'existence d'un monde clandestin que l'on pensait disparu. D'après David Ward, « On y pensait comme à un livre refermé. Néanmoins, ces pauvres diables existaient vraiment ». Pasolini les voyait comme les seuls à avoir survécu à la corruption apportée par l'industrialisation et la modernité : une sorte de machine à voyager dans le temps humaine. Il les voyait comme les seuls à être véritablement libres. Il les respectait pour cela, et les voyait comme la véritable classe inférieure, à laquelle même le parti communiste se sentait supérieur.
Pasolini admirait dans ses personnages « ce qu'il considérait comme leur rébellion pré-politique », ces adolescents n'étant pas engagés dans les politiques partisanes qui ont pesé sur l'Italie moderne d'après-guerre.
Pasolini raconte la dégradation sociale qui a frappé l'ensemble du pays après le conflit. Ainsi, ces jeunes qui fouillent dans les immondices pour y trouver des morceaux de métal à revendre, ou ces prostituées parfois enceintes qui, désespérées, se donnent pour faire subsister leur famille. Autant que la misère, c'est l'ennui quotidien qui est l'ennemi des adolescents.

## Le style et la structure
Les Ragazzi est écrit en romanesco, un dialecte de la région de Rome, parlé non seulement dans le Latium mais aussi dans les faubourgs de Rome elle-même. Le lexique très argotique et local permet de mieux identifier le milieu où vivent les « ragazzi di vita » . Le fait de parler en dialecte éloigne aussi les personnages de la vie réelle. Le choix de l'argot que ce Lumpenproletariat utilise a rendu ce livre difficilement accessible au grand public italien, de cette Italie à laquelle Pasolini s'oppose. Il écrira plus tard dans Empirismo eretico (« Empirisme hérétique ») que la littérature devrait être « écrite dans un langage substantiellement différent de celui de l'écrivain, et ne pas abandonner un certain naturalisme ». Pasolini venant du Nord de l'Italie et non de Rome, il s'appuie sur Sergio Citti pour découvrir ce dialecte.
Un autre choix stylistique intéressant est celui de ne jamais nommer les personnages par nom propre, mais d'utiliser le plus souvent le surnom qu'ils ont dans leur groupe.
Les adjectifs soulignent la misère et la grisaille de chaque milieu où ils se déplacent. Ainsi, l'herbe n'est jamais « verte » ou « luxuriante », mais toujours « sale »,  « zélée » ou « brûlée ».
Ragazzi di vita rappelle certains des films de Pasolini comme Mamma Roma ou La Ricotta, car il y développe sa propre forme de néoréalisme, distinct de celui de Roberto Rossellini et d'autres réalisateurs d'après-guerre. Quand Rossellini met en avant les vies des gens ordinaires, Pasolini cherche à mettre en avant la vie de personnes en dessous des gens ordinaires.
Gianfranco Contini déclare que Ragazzi di vita « n'est pas un roman, mais une déclaration d'amour imperturbable aux personnages de l'œuvre, qui procède par fragments narratifs, à l'intérieur desquelles on trouve des séquences rappelant fortement les traditions narratives qui font le plus autorité, à savoir celles du XIXe siècle ». De fait, Pasolini prend la voix d'un narrateur impersonnel, qui adopte le point de vue et la langue des personnages. Il intervient rarement, avec quelques adjectifs brefs, qui expriment au plus de la compassion et une adhésion totale au récit raconté, ainsi qu'avec des descriptions de Rome, de ses cieux et de ses lieux. Le narrateur ne fournit pas d'informations d'arrière-plan sur ce milieu à des lecteurs qui en ignorent tout : son récit le place au même niveau que ceux dont il parle, il ne raconte pas « d'en haut ».
Dans une lettre que Pasolini a envoyée à Livio Garzanti pendant la rédaction du roman, il écrit que l'œuvre qu'il est en train de préparer suit la structure d'un arc narratif qui épouse le contenu moral du roman. Ainsi, au premier chapitre, Le Frisé se jette à l'eau depuis la barque au milieu du fleuve pour sauver une hirondelle qui se noie, alors que, après des années de prison et la tête « mise à l'endroit » selon les canons bourgeois, il ne bouge pas le petit doigt pour sauver de la noyade dans l'Aniene le jeune Genesio. Le Frisé devenu responsable a perdu les élans de pure humanité qui le rendaient vivant sous la couche de petit délinquant.
Les Ragazzi, plus qu'un récit, sont une description ou un essai : c'est la vie de banlieue qui intéresse l'auteur. En effet, à chaque fois que quelqu'un entre en contact avec la « vie des grands », il passe au second plan. Même Le Frisé tend à disparaître à partir du chapitre cinq, laissant la place aux jeunes qui vivent dans leur monde isolé des faubourgs.

## Accueil de l'œuvre
Bien que la constitution de la République naissante prévoie dans son article 21 la liberté d'expression, ce droit civil était encore loin d'être pleinement acquis au quotidien dans la société. Il n'était pas inhabituel à l'époque que des œuvres artistiques soient jugées pour « obscénité », comme Les Ragazzi de Pasolini en 1955, au motif qu'il parlait de la prostitution masculine homosexuelle.
Le 13 avril 1955, Pasolini envoie à la maison d'édition Garzanti le tapuscrit complet des Ragazzi. Le roman, déjà présenté par extraits à partir de 1951, sortira en mai 1955, en version fortement édulcorée par Pasolini lui-même à la demande de l'éditeur. Pasolini, en évoquant le mois qu'il a passé jusqu'au 11 mai à effectuer ces corrections forcées, parlera de « jours atroces ».
La critique, de Emilio Cecchi jusqu'à Alberto Asor Rosa en passant par Carlo Salinari, a été féroce. Le livre a été écarté aussi bien au prix Strega qu'au prix Viareggio. À Parme, il a été loué par un jury présidé par Giuseppe de Robertis et a reçu le prix Colombi-Gudotti.
Pendant ce temps, la magistrature de Milan enregistre une plainte pour « caractère pornographique » du livre.
En face, les communistes n'ont pas approuvé le livre, et l'ont accusé d'« être artificiel, de ne pas comporter de héros positif, et plus particulièrement de ne pas offrir de « perspective » ». Pasolini publie, sur le numéro d'avril de la nouvelle revue Officina, un article contre Carlo Salinari et Gaetano Trombatore qui écrivaient dans Il Contemporaneo.
En juillet, le procès contre les Ragazzi se tient à Milan. Il se terminera par un verdict d'acquittement au motif que « le délit n'est pas constitué », en partie grâce au témoignage de Carlo Bo, qui a déclaré que le livre est riche de valeurs religieuses « car il pousse à la piété face aux pauvres et aux déshérités », et qu'il ne contient rien d'obscène parce que « les dialogues sont des dialogues de jeunes gens et que l'auteur a senti le besoin de les représenter comme ils sont en réalité ».
Ce n'est pas la première fois que Pasolini est vilipendé et cela ne serait pas la dernière. Néanmoins, la controverse et la critique ont aussi attiré l'attention et généré la polémique. De fait, il obtient un grand succès auprès du public.